# Colón (municipalité)
Pour les articles homonymes, voir Colon.
Colón est l'une des 21 municipalités de l'État de Zulia au Venezuela. Son chef-lieu est San Carlos del Zulia. En 2011, la population s'élève à 128 729 habitants.

## Géographie

### Subdivisions
La municipalité est constituée de cinq paroisses civiles avec chacune à sa tête une capitale (entre parenthèses) :
- Moralito (El Moralito) ;
- San Carlos del Zulia (San Carlos del Zulia) ;
- Santa Bárbara (Santa Bárbara) ;
- Santa Cruz del Zulia (Santa Cruz del Zulia) ;
- Urribarri (Concha).